# くまいもとこ
くまい もとこ（1970年9月8日 - ）は、日本の女性声優。東京都出身。81プロデュース所属。

## 経歴
小さい時から好奇心旺盛で、女優、DJ、バイクレーサーにも憧れていたという。
小学4年生の頃に映画『銀河鉄道999』を観て漠然と役者に憧れ、中学・高校時代は演劇部に所属していた。大学時代は放送部に興味を持っており、そのことが、声優を目指すきっかけにもなったと語っている。
81ACTOR'S STUDIO第5期卒業後、81プロデュースに所属し、声優としてデビューを果たす。
2006年12月21日に病気療養のため、休業。病気休業以前に収録していた『鉄人28号 白昼の残月』や『スパイダーライダーズ 〜よみがえる太陽〜』などの例外を除いて、出演作品では代役への交代を余儀なくされた。『きらりん☆レボリューション』（第80話 「ソーナンダー!?きのこ大使でハッピーまいたけ!!」2007年10月19日放送分）にて復帰。2007年（平成19年）大晦日に放送された『メジャー 第1シリーズ』総集編でも、少年時代の吾郎役でナレーションを担当している。復帰後初のラジオ出演は『今日からマ王! 眞魔国放送協会（SHK）』第29回『グレタがぐれた!?』（2007年11月29日）である。

## 人物

### 特色
声種はメゾソプラノ。
声優としてアニメ、外画、テレビ、ゲ－ムなどで活躍している。
主に少年役や少女役を演じることが多い。デビュー当時から、男の子の声を担当することが多く、アニメーションのキャラクターはほとんどオーディションで選ばれるが、くまいは、男の子の声質だと語る。オーディションで、受けるキャラクターの年齢や性格、表情などの資料をもとにして、声のイメージ作りしている。資料を渡されたらいつでも、「私だったらこう表現します」ということを「ストレートに出そう」と思っているという。
特技は英語で、大学は英文科でそのときに英語の教員免許を取得しており、『ドーラ』のドーラ・マルケス、『名探偵コナン』のアポロ・グラス、『カードキャプターさくら クリアカード編』の李小狼で英語のシーンを演じている。なおよく喋れるというわけではなく、『ドーラ』では共演者の宮原永海に発音を尋ねたり、『名探偵コナン』ではイギリス英語指導者がおり、『カードキャプターさくら』では81プロデュースの後輩の駒田航を発音の参考にしている。また2009年時点で日本国外へ行ったことはない。

### 趣味・嗜好
趣味はツーリング、ドライブ、バードウォッチング 。

## 病気療養に伴う休業中の代役
くまいの病気療養に伴う休業中に代役を務めた人物は以下の通り。
| 代役       | 役名       | 概要作品                            | 代役の初担当作品                          |
| ---------- | ---------- | ----------------------------------- | ----------------------------------------- |
| 三瓶由布子 | 鈴風草太   | 『おとぎ銃士 赤ずきん』             | 第26話                                    |
| 比嘉久美子 | 虎水ギンタ | 『MÄR-メルヘヴン-』                 | 第90話                                    |
| 比嘉久美子 | ヒカル     | 『サルゲッチュ』                    | 『サルゲッチュ サルサル大作戦』           |
| 小林沙苗   | ノシシ     | 『かいけつゾロリ』                  | 『まじめにふまじめ かいけつゾロリ』第94話 |
| 西村ちなみ | アネム     | 『ぐ〜チョコランタン』              | 2007年2月放送分                           |
| 神崎ちろ   | バーディー | 『南の島の小さな飛行機 バーディー』 | 第61話                                    |

上記のうち、『ぐ〜チョコランタン』のアネム役は2008年4月の放送回より、『かいけつゾロリ』のノシシ役は2012年に公開された『映画かいけつゾロリ だ・だ・だ・だいぼうけん!』から復帰しており、テレビシリーズとしての本格的な復帰は『もっと!まじめにふまじめ かいけつゾロリ』からとなっている。それ以外の作品に関しては復帰しておらず、途中降板という形となった。

## 出演
太字はメインキャラクター。

### テレビアニメ
1996年
- 愛天使伝説ウェディングピーチ（ヘイトリッド）
- アリス探偵局（マンデー）
- 機動新世紀ガンダムX（キッド・サルサミル）
- Cathy（ゼニス）
- クレヨンしんちゃん（1996年 - 2021年、三ッ葉一八、萩田ひろ子、もとひさ〈2代目〉、椎野美太郎、隠迷斎）
- ドラえもん（テレビ朝日版第1期）（1996年 - 2000年、ミイちゃん〈5代目〉、カズくん、子供、少年、男の子C、ジョージ）
- バケツでごはん（タボン、アルゲリータ、一 他）
- 爆走兄弟レッツ&ゴー!!（1996年 - 1998年、アバンテまこと / こひろまこと、少年A、生徒、滝沢青二、まなぶ） - 3シリーズ
- みどりのマキバオー（堀江ヒゲ治）
- モジャ公（お客さん、タマコのママ）
- YAT安心!宇宙旅行（1996年 - 1998年、星渡ゴロー） - 2シリーズ

1997年
- 学級王ヤマザキ（1997年 - 1998年、ヤマザキ）
- キューティーハニーF（サスペンションクロー妹、少年育児）
- 救命戦士ナノセイバー（強志、恵子）
- 手塚治虫の旧約聖書物語（ミミ、弟）
- HAUNTEDじゃんくしょん（剛士）
- ポケットモンスター（1997年 - 2001年、ゴロウ、ターサン、ワタリ、ユタカ、オサム）
- マッハGoGoGo（風見ワタル）
- 烈火の炎（1997年 - 1998年、小金井薫、光蘭の秘書）

1998年
- アリスSOS（1998年 - 1999年、嵯峨野タカシ）
- アキハバラ電脳組（テツロー、女の子B）
- アンドロイド・アナ MAICO 2010（子供太郎）
- 浦安鉄筋家族（梅星涙）
- カードキャプターさくら（1998年 - 2000年、李小狼）
- サザエさん（1998年 - 2017年、店員、正太、男の子、星くん、上野モリオ）
- 時空探偵ゲンシクン（ジョージ、マルコ・ポーロ）
- 太陽の子エステバン（BS版）（タオ）
- ドクタースランプ（1998年 - 1999年、キャラメルマン4号 / オボッチャマン、おハルばあさん、子ゴリラ）
- 忍たま乱太郎（1998年 - 2008年、団吉、忍たま、クリ丸）
- パニポニ（グングン）

1999年
- 宇宙海賊ミトの大冒険（サブ）
- 週刊ストーリーランド（直人）
- セラフィムコール（正義）
- 超速スピナー（アレックス・ガルシア）
- デジモンアドベンチャー（スカモン）
- 人形草紙あやつり左近（右近）
- Bビーダマン爆外伝V（テルテル）
- 名探偵コナン（1999年 - 2011年、俊也、小泉倫太郎、杉浦開人、アポロ・グラス）

2000年
- 犬夜叉（2000年 - 2002年、日吉丸、太郎丸、ゴン）
- ゾイド -ZOIDS-（ニコル）
- 手塚治虫が消えた!? 20世紀最後の怪事件（写楽保介）
- ファーブル先生は名探偵（デニス）
- ベイビーフィリックス（スキッピー）
- 六門天外モンコレナイト（占いおババ）

2001年
- X -エックス-（哪吒、塔城霞月、ツトム）
- おとぎストーリー 天使のしっぽ（ダイスケ）
- グラップラー刃牙（少年時代の花山薫）
- ゴーゴー五つ子ら・ん・ど（タカ彦、ロクちゃん）
- 砂漠の海賊!キャプテンクッパ（クッパ）
- シャーマンキング（チョコラブ・マクダネル）
- 真・女神転生デビチル（タカジョー・ゼット、アンドロイド）
- ゾイド新世紀スラッシュゼロ（ベガ）
- 探偵少年カゲマン（影万之介）
- 地球防衛家族（大地大）
- チャンス〜トライアングルセッション〜（おとき）
- とっとこハム太郎（2001年 - 2006年、じゃじゃハムちゃん） - 2シリーズ
- 爆転シュート ベイブレード（2001年 - 2003年、木ノ宮タカオ） - 3シリーズ

2002年
- げんきげんきノンタン（ぶたさん、山さん）
- 七人のナナ（森沼もとこ）
- SPACE PIRATE CAPTAIN HERLOCK（トミ子）
- 超重神グラヴィオン（2002年 - 2004年、クッキー、ハンス） - 2シリーズ
- ちょびっツ（すもも）
- 花田少年史（花田一路）
- ぱにょぱにょデ・ジ・キャラット（大タコ）
- ぴたテン（御手洗大）
- レッチュ ゲッチュ サルゲッチュ（ヒカル）
- わがまま☆フェアリー ミルモでポン!（サスケ）

2003年
- アストロボーイ・鉄腕アトム（タマオ）
- 金色のガッシュベル!!（レイコム）
- 獣兵衛忍風帖 龍宝玉篇（琢磨）
- 鋼の錬金術師（エリサ）
- PAPUWA（パプワ）
- 人間交差点（子供時代の次郎）
- ポケットモンスター アドバンスジェネレーション（2003年 - 2005年、ヨウスケ、婆や）

2004年
- かいけつゾロリ（2004年 - 2005年、ノシシ）
- 今日からマ王!（グレタ、レイジー）
- 鉄人28号（第4作）（金田正太郎）
- ふたりはプリキュア（モコ）
- 妄想代理人（「少年」）
- メジャー（2004年 - 2010年、本田吾郎〈少年時代〉、茂野いずみ） - 5シリーズ
- 焼きたて!!ジャぱん（トム・クルーソー）
- ロックマンエグゼStream（まめ男）

2005年
- まじめにふまじめ かいけつゾロリ（2005年 - 2007年、ノシシ）
- 甲虫王者ムシキング 森の民の伝説（ヴィゴ）
- BLACK CAT（ティム）
- ポケットモンスター アドバンスジェネレーション（婆や）
- 南の島の小さな飛行機 バーディー（バーディー〈初代〉）
- MÄR-メルヘヴン-（2005年 - 2006年、虎水ギンタ〈初代〉）

2006年
- ARIA The NATURAL（空）
- おとぎ銃士 赤ずきん（鈴風草太〈初代〉）
- けろけろけろっぴ はすのうえタウン危機一髪!（けろっぴ）
- スパイダーライダーズ 〜オラクルの勇者たち〜（ハンター・スティール） - 2シリーズ
- BLACK CAT（ティム）
- BLACK BLOOD BROTHERS（ヤフリー・趙）

2007年
- きらりん☆レボリューション（肥口安拾）
- デルトラクエスト（アベル）
- ぷるるんっ!しずくちゃん あはっ☆（ハナゲチョット）

2008年
- アリソンとリリア（ヴィルヘルム・シュルツ）
- ゲゲゲの鬼太郎（第5作）（小林悟）
- スケアクロウマン（ロバート）
- 戦争童話 キクちゃんとオオカミ（ヨッちゃん）
- スティッチ!（2008年 - 2015年、ユウナ） - 3シリーズ + 2作品
- ソウルイーター（リョク）
- ねぎぼうずのあさたろう（2008年 - 2009年、あさたろう）
- 無限の住人（川上練造）

2009年
- ケロロ軍曹（ズララ）
- 極上!!めちゃモテ委員長（大樹）
- ジャングル大帝 -勇気が未来をかえる-（リス）
- ドーラといっしょに大冒険（ドーラ）
- 夏のあらし!（グラサン〈子供時代〉）
- はっけん たいけん だいすき!しまじろう（おしつけサウルス）
- ヒゲぴよ（熊野カズオ）

2010年
- 刀語（七花〈幼少期〉）
- 海月姫（ばんばさん）
- こばと。（啓太）
- ハートキャッチプリキュア!（2010年 - 2011年、コフレ）
- ひめチェン!おとぎちっくアイドル リルぷりっ（早乙女光太郎、早乙女コバン隊長）
- ロビンくんと100人のお友達（ピーター）

2011年
- 世界一初恋（漫画家）
- プリティーリズム・オーロラドリーム（春音いつき、ネコチ）
- 遊☆戯☆王ZEXAL（油圧ショーベェ）

2012年
- エリアの騎士（逢沢傑〈少年時代〉）
- GON -ゴン-（2012年 - 2015年、ゴン） - 2シリーズ
- それいけ!アンパンマン（はるまきぼうや〈2代目〉）
- 探検ドリランド（ポロン）
- バトルスピリッツ 覇王（アブラ・カタブラ）
- HUNTER×HUNTER（第2作）（カナリア）
- プリティーリズム・ディアマイフューチャー（ネコチ、春音いつき）

2013年
- アドリブアニメ研究所（多摩江、狭山湖、多摩湖、奥多摩湖、秩父湖）
- 探検ドリランド -1000年の真宝-（激炎剣キバマル、ポロン）
- デュエル・マスターズ ビクトリーV3（知戸剛）
- プリティーリズム・レインボーライブ（温泉旅館のお婆さん）

2014年
- ポケットモンスター XY（2014年 - 2015年、ネネ） - 2シリーズ

2015年
- アクエリオンロゴス（ヒト）
- かみさまみならい ヒミツのここたま（ジロー）
- 銀魂゜（服部全蔵〈少年時代〉）
- ジョジョの奇妙な冒険 スターダストクルセイダース（ボインゴ）
- ルパン三世 PART IV（ブリジット）

2016年
- こねこのチー（コッチ）
- デジモンユニバース アプリモンスターズ（2016年 - 2017年、ドカモン / ポセイドモン）
- ドラえもん（テレビ朝日版第2期）（2016年 - 2021年、ウパ、男の子、友人）

2017年
- まけるな!!あくのぐんだん!（晴太）

2018年
- カードキャプターさくら クリアカード編（李小狼）
- ピアノの森（金平大学〈キンピラ〉、モーツァルト〈金平大学〉）
- こねこのチー ポンポンらー大旅行（コッチ）
- メジャーセカンド（茂野吾郎〈幼少期〉）
- TO BE HEROINE（黄金パンツの子〈光くん〉）
- ゲゲゲの鬼太郎（第6作）（2018年 - 2019年、次郎丸、ゴーゴー万次郎 / のっぺらぼう）
- デュエル・マスターズ!（シンタロー）
- ルパン三世 PART5（ブリジット）

2019年
- KING OF PRISM -Shiny Seven Stars-（大和アレクサンダー〈幼少時〉）

2020年
- もっと!まじめにふまじめ かいけつゾロリ（2020年 - 2022年、ノシシ） - 3シリーズ

2021年
- 怪物事変（織〈幼少期〉）
- デジモンアドベンチャー:（ポテモン）
- SHAMAN KING（2021年 - 2022年、チョコラブ・マクダネル）

2022年
- おしりたんてい（アラシヤマ）

2023年
- ふしぎ駄菓子屋 銭天堂（中村明）

2024年
- うる星やつら (2022)（諸星こける）
- ポケットモンスター（2024年 - 2025年、ブランカ）
- ぷにるはかわいいスライム（2024年 - 2025年、太陽光央） - 2シリーズ

### 劇場アニメ
1999年
- アキハバラ電脳組 2011年の夏休み（テツロー）
- 劇場版カードキャプターさくら（李小狼）
- ドクタースランプ アラレのびっくりバーン（オボッチャマン）

2000年
- 劇場版カードキャプターさくら 封印されたカード（李小狼）
- 劇場版 六門天外モンコレナイト〜伝説のファイア ドラゴン〜（占いおババ）

2002年
- 爆転シュート ベイブレード THE MOVIE 激闘!!タカオVS大地（木ノ宮タカオ）
- レッツ！ゲッチュ！サルゲッチュ！黄金のピポヘルウッキーバトル（ヒカル）

2005年
- 劇場版 甲虫王者ムシキング グレイテストチャンピオンへの道（未来ケント

）
| 2006年 |
- まじめにふまじめ かいけつゾロリ なぞのお宝大さくせん（ノシシ）

| 2007年 |
- 鉄人28号 白昼の残月（金田正太郎）
- ピアノの森

| 2008年 |
- 劇場版 NARUTO -ナルト- 疾風伝 絆（アマル）
- 劇場版MAJOR メジャー 友情の一球（茂野吾郎〈少年期〉）

| 2009年 |
- 劇場版ポケットモンスター ダイヤモンド&パール アルセウス 超克の時空へ（カンタ）
- よなよなペンギン（悪ガキ三人組）

| 2010年 |
- 映画 ハートキャッチプリキュア! 花の都でファッションショー…ですか!?（コフレ）
- 映画 プリキュアオールスターズDX2 希望の光☆レインボージュエルを守れ!（コフレ）

| 2011年 |
- 映画 プリキュアオールスターズDX3 未来にとどけ! 世界をつなぐ☆虹色の花（コフレ）

| 2012年 |
- アシュラ（丹治）
- 映画 プリキュアオールスターズNewStage みらいのともだち（コフレ）
- 映画かいけつゾロリ だ・だ・だ・だいぼうけん!（ノシシ）

| 2013年 |
- 映画かいけつゾロリ まもるぜ!きょうりゅうのたまご（ノシシ）
- 聖☆おにいさん（大輔）

| 2014年 |
- 劇場版 プリティーリズム・オールスターセレクション プリズムショー☆ベストテン（ネコチ）

| 2015年 |
- 映画かいけつゾロリ うちゅうの勇者たち（ノシシ）
- 映画 妖怪ウォッチ エンマ大王と5つの物語だニャン!（タカユキ）

| 2017年 |
- 映画かいけつゾロリ ZZのひみつ（ノシシ）

| 2021年 |
- 映画 トロピカル〜ジュ!プリキュア 雪のプリンセスと奇跡の指輪!（コフレ[58]）

| 2022年 |
- 映画かいけつゾロリ ラララ♪スターたんじょう（ノシシ）

}}

### OVA
1995年
- 戦ー少女イクセリオン（女子高生D）

1996年
- ウルトラマン超闘士激伝（コチャン）
- 超特急ヒカリアン（テツユキ）
- ドクターかめかめ（パル）

1999年
- それいけ!アンパンマン うたってあそぼう♪ようちえんはたのしいな（たなかまこと、こじままさる）
- メルティランサー The Animation（ムームー）

2000年
- AMON デビルマン黙示録（タレちゃん）

2001年
- まんがビデオシリーズ 釣りキチ三平（三平三平）
- マリンとヤマト 不思議な日曜日（ヤマト）

2002年
- 遙かなる時空の中で-紫陽花ゆめ語り-（イノリの子分）

2005年
- おとぎ銃士 赤ずきん（鈴風草太）

2007年
- 今日からマ王! R（グレタ）

2009年
- 聖闘士星矢 THE LOST CANVAS 冥王神話（2009年 - 2010年、アトラ）
- 珍遊記 -太郎とゆかいな仲間たち-（山田太郎〈変身後〉）

2010年
- さばくの宝の城（勇太）
- メジャー -メッセージ-（茂野いずみ）

2012年
- 聖☆おにいさん（大輔）

2017年
- カードキャプターさくら クリアカード編 プロローグ さくらとふたつのくま（李小狼）

### Webアニメ
- いくぜっ! 源さん（2008年、源さん〈幼少時代〉）
- おしえて アベマくん（2016年、アベマ）
- もっと!まじめにふまじめ かいけつゾロリ ゾロリのへや（2022年、ノシシ）
- かいけつゾロリと水のおひめさま（2022年、ノシシ）

### ゲーム
1997年
- 銀河お嬢様伝説ユナ3 LIGHTNING ANGEL（菊花）
- プチカラット（ガーネット、ラルド、ビー）

1998年
- エアガイツ（ジョー）
- がんばれゴエモン〜来るなら恋! 綾繁一家の黒い影〜
- サイキックフォース2012（パトリシア・マイヤース）
- パズルボブル4（マリーノ）
- ぽっぷんぽっぷ（バビー、どらんく）

1999年
- ときめきメモリアル2（赤井ほむら）
- ポップンタンクス!（プエル）

2000年
- カードキャプターさくら クロウカードマジック（李小狼）
- テトリス with カードキャプターさくら エターナルハート（李小狼）
- ドッチメチャ!（バッキオ）

2001年
- 犬夜叉（太郎丸）
- エクソダスギルティー ネオス（タツタ）
- おかえりっ!〜夕凪色の恋物語〜（篠原緑）
- ファイナルファンタジーX（パッセ）

2002年
- サルゲッチュ2（ヒカル）
- シャーマンキング スピリット オブ シャーマンズ（チョコラブ・マクダネル）
- シャーマンキング 超・占事略決3（チョコラブ・マクダネル）
- 真・女神転生 デビルチルドレン 黒の書・赤の書（タカジョー・ゼット）
- ダーククロニクル（ドニー、Dr.チャップ、パウ）
- ちょびっツ for GAMEBOY ADVANCE アタシだけのヒト（すもも）

2003年
- シャーマンキング ソウルファイト（チョコラブ・マクダネル）
- ドリームミックスTV ワールドファイターズ（タカオ君）
- ファイナルファンタジーX-2（パッセ）
- わがまま☆フェアリー ミルモでポン! 対戦まほうだま（サスケ）

2004年
- アニメバトル 烈火の炎 FINAL BURNING（小金井薫）
- エースコンバット5 ジ・アンサング・ウォー（カイツ・ハイリー）
- かいけつゾロリ めざせ!いたずらキング（ノシシ）
- 金色のガッシュベル!! 激闘!最強の魔物達（レイコム）
- シャーマンキング ふんばりスピリッツ（チョコラブ・マクダネル、地蔵君）
- 鉄人28号（金田正太郎、ロビー）

2005年
- ゾイドタクティクス（ベガ・オブスキュラ）
- メルヘヴン ÄRM FIGHT DREAM（虎水ギンタ）
- わがまま☆フェアリー ミルモでポン! どきどきメモリアルパニック（サスケ）

2006年
- メルヘヴン カルデアの悪魔（虎水ギンタ）
- メルヘヴン 忘却のクラヴィーア（虎水ギンタ）

2008年
- 今日からマ王! 眞マ国の休日（グレタ）

2009年
- サイキン恋シテル?（よっき〜）

2010年
- 白騎士物語 -光と闇の覚醒-
- solatorobo それからCODAへ（まもるくん）
- ド根性小学生ボン・ビー太 裸の頂上ケツ戦ビー太vsドクロでい（委員長）

2014年
- ジェイスターズ ビクトリーバーサス（山田太郎）

2017年
- グランブルーファンタジー（2017年 - 2024年、李小狼、けろけろけろっぴ）

2018年
- クイズRPG 魔法使いと黒猫のウィズ（李小狼）

2019年
- HUNTER×HUNTER グリードアドベンチャー（カナリア）
- カードキャプターさくら ハピネスメモリーズ（李小狼）

2020年
- ジョジョのピタパタポップ（ボインゴ）
- ぷよぷよ!!クエスト（李小狼）

2022年
- 東京放課後サモナーズ（ヴァプラ）
- ジョジョの奇妙な冒険 オールスターバトルR（ボインゴ）
- ドラゴンクエスト トレジャーズ 蒼き瞳と大空の羅針盤（カミュ）

2023年
- モンスターストライク（ボインゴ）

2024年
- 金色のガッシュベル!! 永遠の絆の仲間たち（レイコム）

### ドラマCD
- イタズラなKiss（小森じんこ）
- 鬼切様の箱入娘（伏緒綾史）
- 人形草紙あやつり左近 シリーズ（右近）
  - 人形草紙あやつり左近 オリジナル・ドラマ・アルバム I 〜異聞 夢話悲恋幻想奇譚〜（右近 / 倫助）
  - 人形草紙あやつり左近 オリジナル・ドラマ・アルバム II 〜外伝 怨恋振袖業火地獄〜
- 銀の勇者（ジャン）
- ザ・キング・オブ・ファイターズ'97 宿命編（オロチ）
- 私立彩陵高校超能力部（ササキシロウ）
- テイルズ オブ ファンタジア なりきりダンジョン -太陽の章-（ディオ）
- テイルズ オブ ファンタジア なりきりダンジョン -月の章-（ディオ）
- はじめの一歩（宮田の少年時代）
- 仏ゾーン シリーズ（ジゾウ君）
  - 仏ゾーン 覚醒の章
  - 仏ゾーン 試練の章
  - 仏ゾーン 悠久の章
- アリソンとリリア ドラマCD I 〜アリソンとヴィル Another Story〜（ヴィルヘルム・シュルツ）

### 吹き替え

#### 映画
- アイス・ストーム（サンディ・カーヴァー）
- アンナと王様（チュラロンコーン皇太子）
- インデペンデンス・デイ（ディラン・ダブロウ）※ソフト版
- 運動靴と赤い金魚（アリ）※ソフト版
- エイミー（英語版）（ザック）
- キャスパー（キャスパー〈デヴォン・サワ〉）※DVD・BD版
- ギルモア・ガールズ（フレディ）
- 偶然の恋人（スコット・ジャネロ〈アレックス・D・リンツ〉）
- ジュマンジ（ビリー・ジェサップ）※フジテレビ版
- スクリーマーズ（デイビッド）※ビデオ版
- スコーピオン（ジェシー・ウィングロー）
- スピード2（ドリュー）※テレビ版
- スペース・ジャム（マイケル〈少年時代〉、ジェフ）
- スノー・クイーン 〜雪の女王〜（山賊娘）
- スリーパーズ（少年時代のジョン）※フジテレビ版
- ダンス・レボリューション（ベニー）
- ドリームキャッチャー
- 裸足の1500マイル
- ベイブ（ベイブ）※NHK版
- ヘブンズ・プリズナー（アラフェア）※VHS版
- ぼくのバラ色の人生（ジェローム）
- ミュージック・オブ・ハート（ニック）
- 妖精ファイター（ランディ）
- ライアー ライアー（マックス・リード）※ビデオ・旧DVD版
- ロスト・イン・スペース（ウィル・ロビンソン）※ソフト版
- ルドルフ 赤鼻のトナカイ（ルドルフ）※NHK新版

#### ドラマ
- iCarly（ギビー・ギブソン〈※第13 - 79話、第91 - 93話〉、ガッピー・ギブソン）
- アメリカン・ゴシック とっておきの恐怖（ケイレブ・テンプル）
- ER緊急救命室シーズン11 #13（ケイシー・ブライソン〈タイラー・ナイツェル〉）
- ゲームシェイカーズ（トリプルG）[68]
- サム&キャット（オスカー）
- ボーイ・ミーツ・ワールド（コーリー・マシューズ〈初代〉）
- 愉快なシーバー家 第4シーズン（ベン・シーバー〈2代目〉）

#### アニメ
- ギガントサウルス（ロッキー[69]）
- ジョジョ・サーカス（スキーボ）
- スヌーピーと幸せのブランケット（チャーリー・ブラウン）
- スマーフ（クラムジー）
- ぞうのババール（ババール〈少年〉、イザベル）
- 超ロボット生命体 トランスフォーマー プライム（ラフ・エスキベル[70]、ピーツー、プラル）
- ドーラ（ドーラ、サブリナ、スノー・プリンセス）※テレビ東京版
- ドンキーコング（ポリーロジャー）
- プッカ（ガル）※フジテレビ版
- ミュータント・タートルズ ※1987年テレビ東京版
- もぐらくんとたのしいなかまたち（クルテク 他）
- マイリトルポニー〜トモダチは魔法〜（スパイク[71]）
  - マイリトルポニー: エクエストリア・ガールズ
  - マイリトルポニー・ガールズ: 虹の冒険
  - マイリトルポニー: エクエストリア・ガールズ - フレンドシップ・ゲーム
  - マイリトルポニー: エクエストリア・ガールズ - エバーフリーの伝説
  - 映画マイリトルポニー プリンセスの大冒険
- バーバパパ世界をまわる（バーバブラボー）
- ルーニー・テューンズ（シルベスター・ジュニア）
- ローリー・ポーリー・オーリー（ビリー）

### テレビ番組
- ETV学ぶ冒険〜人気キャラクター集合（NHK教育テレビ2009年10月31日）素顔出演
- 天才てれびくんYOU（ぱかぽん）
- ビットワールド（ランたん）
- ひきだすにほんご Activate Your Japanese!（やんす）
- 音でおとぎ話～世界を彩る魔法の効果音～（2025年3月17日、NHK総合） - ラジオドラマ「桃太郎改め ユフォたろう」（ネコ）

### 特撮
- ビーロボカブタック（1997年、ゲロタンの声）
- ビーロボカブタック クリスマス大決戦!!（1997年、ゲロタン）

### ラジオ
- クロックタワー2（エドワード / ダン・バロウズ）
- 声優王国!あんたの声が好きやねん（初代パーソナリティ）
- 青春!!タコ少女（山咲トオルと共にパーソナリティを務めた。東海ラジオ）
  - ヤマイはチカラ!!（山咲トオルと共にパーソナリティを務めた）

### ナレーション
- ゴゴイチ! 〜SPACE SHOWER CHART SHOW〜（ - 2005年4月）
- 天才てれびくんMAX - 王子様お姫様を探せ!（2010年）

### デジタルコミック
- ポケモンだいすきクラブ 掲載 ダークライミッションストーリー ポケモンレンジャーバトナージ the Comic（主人公〈男の子〉 / ハジメ 他）
- マンホール戦記アオイ（2022年、リンドウ[72]）

### 人形劇
- おかあさんといっしょ
  - ぐ〜チョコランタン（アネム）
  - ポコポッテイト（ムテ吉、マメ吉）
- こどもにんぎょう劇場
  - 「ともだちや」（きつね）
  - 「あしたもともだち」（きつね）

### パチンコ・パチスロ
- うる星やつら関連（藤波竜之介）
  - サミー「パチスロうる星やつら」
  - サミー「パチスロうる星やつら2」
  - サミー「パチスロうる星やつら3」

### CM
- サンデーCM劇場 MÄR編（2003年、虎水ギンタ）[73]
- アメリカンホームダイレクト（2008年）
- 積水ハウス（バーバブラボー）
- ボトムアップ「64大相撲」CM

### その他コンテンツ
- ハートキャッチプリキュア! ミュージカルショー（コフレ）
- サンリオキャラクターズ（2000年代、けろけろけろっぴ〈2代目〉）
- 東京ディズニーシー（2014年、ジェラトーニ）
- ラジャ・マハラジャー（NHK「みんなのうた」での戸川純のカバー）
- ハッピー・ジャムジャム（しましまとらのしまじろう）（しまじろうのカバー）
- 丹下桜とくまいもとこの「スマイルブロードキャスティング」（ニコニコチャンネル、2018年10月・11月・12月）[74]

## ディスコグラフィ

### キャラクターソング
| 発売日  | 商品名                                                                                | 歌                                                                     | 楽曲                                       | 備考                                                                              |
| 1998年  | 1998年                                                                                | 1998年                                                                 | 1998年                                     | 1998年                                                                            |
| ------- | ------------------------------------------------------------------------------------- | ---------------------------------------------------------------------- | ------------------------------------------ | --------------------------------------------------------------------------------- |
| 6月24日 | カードキャプターさくら Character Single SYAORAN                                       | 李小狼（くまいもとこ）                                                 | 「気になるアイツ」                         | テレビアニメ『カードキャプターさくら』関連曲                                      |
| 1999年  |                                                                                       |                                                                        |                                            |                                                                                   |
| 1月21日 | カードキャプターさくら キャラクターソングブック                                       | 李小狼（くまいもとこ）                                                 | 「気になるアイツ」                         | テレビアニメ『カードキャプターさくら』関連曲                                      |
| 2月3日  | あなたがいてわたくしがいて                                                            | オボッチャマン（くまいもとこ）                                         | 「あなたがいてわたくしがいて」             | テレビアニメ『ドクタースランプ』エンディングテーマ                                |
| 2001年  |                                                                                       |                                                                        |                                            |                                                                                   |
| 2月21日 | カードキャプターさくら コンプリート・ボーカル・コレクション                           | 李小狼（くまいもとこ）                                                 | 「気になるアイツ」                         | テレビアニメ『カードキャプターさくら』関連曲                                      |
| 2015年  |                                                                                       |                                                                        |                                            |                                                                                   |
| 1月23日 | アク役◇協奏曲〜オインゴとボインゴ〜                                                   | オインゴ（保村真）、ボインゴ（くまいもとこ）                           | 「アク役◇協奏曲〜オインゴとボインゴ〜」    | テレビアニメ『ジョジョの奇妙な冒険 スターダストクルセイダース』エンディングテーマ |
| 3月27日 | アク役◇協奏曲 〜ホルホースとボインゴ〜                                                | ホル・ホース（木内秀信）、ボインゴ（くまいもとこ）                     | 「アク役◇協奏曲 〜ホルホースとボインゴ〜」 | テレビアニメ『ジョジョの奇妙な冒険 スターダストクルセイダース』エンディングテーマ |
| 5月27日 | ジョジョの奇妙な冒険 スターダストクルセイダースO.S.T「Destination」                   | オインゴ（保村真）、ボインゴ（くまいもとこ）、ホル・ホース（木内秀信） | 「アク役◇協奏曲」                          | テレビアニメ『ジョジョの奇妙な冒険 スターダストクルセイダース』エンディングテーマ |
| 2017年  |                                                                                       |                                                                        |                                            |                                                                                   |
| 7月26日 | デジモンユニバース アプリモンスターズ キャラクターソング&オリジナル・サウンドトラック | 花嵐エリ（庄司宇芽香）、ドカモン（くまいもとこ）                       | 「必中＠センターガール！」                 | テレビアニメ『デジモンユニバース アプリモンスターズ』関連曲                       |